# نخستین شیره زفاف (فیلم)

الی گالیانی (چپ) در صحنه‌ای از فیلم.

نخستین شیرهٔ زفاف (ایتالیایی: Jus primae noctis) یک فیلم کمدی ایتالیایی به کارگردانی پاسکواله فستا کامپانیله است که در سال ۱۹۷۲ منتشر شد.
عنوانِ این فیلم، برگرفته از حق قانونی نخستین شیره زفاف (حق ارباب) در قرون وسطی است.

## بازیگران
- لاندو بوتسانکا
- رنتسو مونتانیانی
- ماریلو تولو
- فلیچه آندرئاسی
- تونی اوچی
- پائولو استوپا
- جینو پیرینس
- الی گالیانی
- آلبرتو سورنتینو
- جانکارلو کوبلی
- اینیاتسیو لئونه
- کلارا کولوسیمو
- لوردانا مارتینز